# Love/Hate (låt av Pebbles)
Love/Hate är en låt framförd av Pebbles, inspelad till soundtrackalbumet för den amerikanska actionkomedin Snuten i Hollywood II (1987). Den gavs ut som den femte och sista singeln från albumet 21 juli 1987 och nådde plats 34 på Billboard-listan 12-Inch Singles Sales i september samma år.

## Bakgrund
Pebbles inledde sin karriär i musikbranschen som låtskrivare under tidiga 1980-talet. Hennes mest betydelsefulla samarbete blev med musikgruppen Con Funk Shun åt vilka hon sjöng bakgrundssång och skrev hitlåten "Body Lovers" (1981). Några år senare jobbade hon med musikproducenten Charlie Wilson på demolåten "Mercedes Boy" som hon också skapade en musikvideo för. Låten och videon uppmärksammades av skivbolagscheferna Louil Silas Jr. och Jheryl Busby på MCA Records som imponerades och erbjöd henne ett skivkontrakt.

## Inspelning och utgivning
Den första nya låten Pebbles spelade in hos MCA var "Love/Hate" som skrevs av André Cymone och Julian Jackson och producerades av den förstnämnda. Låten inkluderades på soundtrackalbumet för den amerikanska actionkomedin Snuten i Hollywood II (1987). Utöver att finnas på soundtrackalbumet spelades även låten i filmen när huvudkaraktären Axel Foley besökte en strippklubb.
"Love/Hate" gavs ut som den femte och sista singeln från albumet och skickades till radio den 21 juli. MCA tryckte upp den i fysiska exemplar som musiksingel på 7" och 12" vinylskivor. 12"-skivorna innehöll en remix av Harold Faltermeyers "Axel F" (1984) från första Snuten i Hollywood-filmen. "Love/Hate" blev sedermera Pebbles debutsingel. I en intervju med R&B Report sade hon: "Musikakter som Ready for the World och The Jets var inte i filmen, de var bara på soundtracket. Så jag var väldigt glad över att ha min låt både i filmen och på soundtracket! Jag var tacksam för allt: mitt namn på [album]omslaget och att min låt var nummer två på b-sidan!"

## Kommersiell respons
"Love/Hate" gick in på plats 47 på 12-Inch Singles Sales sammansatt av Billboard den 12 september 1987. Följande vecka klättrade den till plats 35 och en vecka senare nådde den plats 34, vilket blev dess topposition på listan. Eftersom låten inte blev en hit gick MCA snabbt vidare och gav ut Pebbles' nästa singel "Girlfriend" bara några veckor senare.

## Format och låtlistor
Enligt Discogs finns det 4 utgivningar av "Love/Hate". Nedan listas ett urval som ej är identiska.
| 1. | "Love/Hate" (Extended Version) | 7:13 |
| 2. | "Love/Hate" (Radio Edit)       | 5:28 |
| 3. | "Mercedes Boy" (DUB Version)   | 4:16 |
| 4. | "Axel F" (Re-edit)             | 7:29 |

| 1. | "Love/Hate" | 3:59 |
| 2. | "Axel F"    | 3:00 |

## Topplistor

### Veckolistor
| Lista (1986)                          | Topplacering |
| ------------------------------------- | ------------ |
| USA 12-Inch Singles Sales (Billboard) | 34           |
| USA Top 30 Dance (R&B Report)         | 28           |

## Utgivningshistorik
| Land | Datum        | Utgåva     | Format | Skivbolag | Ref.  |
| ---- | ------------ | ---------- | ------ | --------- | ----- |
| USA  | 21 juli 1987 | Radio Edit | Radio  | MCA       | [ 7 ] |

## Engelska originalcitat
1. ↑  "Acts like Ready for the World and the Jets weren't in the movie. they're just on the soundtrack. So, I was real excited to have my song placed in the movie and on the soundtrack! I was happy for everything: Name on the front cover, second song on the second side! "